# Hans-Jürgen Kreische
Hans-Jürgen Kreische (* 19. července 1947, Drážďany) byl východoněmecký fotbalista.
Hrál na postu útočníka za Dynamo Drážďany. Hrál na OH 1972 (bronz) a MS 1974.

## Hráčská kariéra
Hans-Jürgen Kreische hrál na postu útočníka za Dynamo Drážďany. S klubem vyhrál 5× východoněmeckou ligu a stal se 4× králem střelců ligy. Byl vyhlášen východoněmeckým fotbalistou sezony 1972/73.
V reprezentaci hrál 50 zápasů a dal 25 gólů. Hrál na OH 1972 (bronz) a MS 1974.

## Úspěchy

### Klub
Dynamo Drážďany
- DDR-Oberliga (5): 1971, 1973, 1976, 1977, 1978
- FDGB-Pokal (2): 1971, 1977

### Reprezentace
- 3. místo na OH: 1972

### Individuální
- Král střelců ligy NDR (4): 1971, 1972, 1973, 1976
- Fotbalista sezony NDR (1): 1973